# Ung Profil
Ung Profil (UP) var ett lokalt politiskt parti registrerat för val till kommunfullmäktige i Bergs kommun. Partiet var representerat i Bergs kommunfullmäktige under mandatperioden 1994/1998.